# Rhythmbox
Rhythmbox is een digitale audiospeler waarmee muziek kan worden beheerd en afgespeeld. Rhythmbox is geïnspireerd op iTunes. Rhythmbox is vrije software en wordt vrijgegeven onder de GPL. Het wordt ontwikkeld voor de desktopomgeving GNOME, gebruikmakend van het mediaframework GStreamer. Rhythmbox wordt standaard meegeleverd op Ubuntu.

## Functies
Rhythmbox biedt standaard een aantal functies, waarbij men onder de vorm van plug-ins zelf ook nog eigen functionaliteiten kan aan toevoegen. De meest relevante functionaliteiten worden hieronder opgesomd.

### Muziek afspelen
Het afspelen van muziek vanuit uiteenlopende bronnen wordt ondersteund. Meest gebruikelijk is het afspelen van muziek die lokaal op de computer is, dit gebeurt via de bibliotheek (de library). Ook is het mogelijk om muziek af te spelen via een internetstream of via podcasting. De Replaygain-standaard wordt ondersteund.
Het doorzoeken en sorteren van de bibliotheek is ook mogelijk. Afspeellijsten kunnen worden aangemaakt om muziek te groeperen en beheren. Gebruikers hebben ook de mogelijkheid om zogenaamde smart playlists aan te maken die automatisch worden bijgewerkt aan de hand van opgegeven selectiecriteria. Muziek kan worden afgespeeld in de shufflemodus, waarbij willekeurig een liedje wordt uitgekozen. Ook is er een repeat-modus.
Het is mogelijk om een bepaalde waardering aan een liedje toe te voegen, deze worden dan vervolgens door de shufflemodus gebruikt om vaker hoog gewaardeerde liedjes af te spelen. Het is ook mogelijk om liedjes automatisch te laten waarderen.

### Muziek importeren
- Audio-cd-ripping (het importeren van muziek afkomstig van een audio-cd, hiervoor is wel het programma Sound Juicer nodig)
- Uitvoerige ondersteuning voor verschillende audioformaten door middel van GStreamer
- iPod-ondersteuning (nog experimenteel)

### Audio-cd's branden
Sinds versie 0.9 is het mogelijk audio-cd's te branden aan de hand van afspeellijsten.

### Albumhoes tonen
Sinds versie 0.9.5 is het mogelijk een albumhoes te tonen van het op dat moment gekozen album. Rhythmbox gebruikt hiervoor niet de ID3-albumtag, maar zoekt het internet af naar afbeeldingen van de albumhoes.

### Songteksten tonen
Sinds versie 0.9.5 is het mogelijk om een liedje van songteksten te voorzien, deze songteksten moeten daarvoor wel in een speciale database staan.

### Last.fm-ondersteuning
Sinds versie 0.9.6 is het mogelijk voor gebruikers van Last.fm om informatie over afgespeelde liedjes toe te voegen. Sinds versie 0.9.7 is het ook mogelijk om Last.fm-muziekstreams af te spelen.

### Jamendo-ondersteuning
Sinds versie 0.9.6 is het mogelijk om liedjes uit de vrije muziekbibliotheek Jamendo af te spelen en te doorzoeken. Dit is echter niet meer mogelijk sinds versie 2.9x.

### DAAP-uitwisseling
Sinds versie 0.10.0 is het mogelijk om liedjes te delen via DAAP.

### Integratie
Rhythmbox is geïntegreerd in een aantal externe programma's, services en apparaten, waaronder:
- Nautilus, de bestandsbeheerder van GNOME
- XChat
- Pidgin
- Music Applet van GNOME
- Shuffle, een gDeskletprogramma

### Freedesktop.org-ondersteuning
Sinds versie 0.11.0 is de migratie begonnen om te voldoen aan de freedesktop.org-richtlijnen voor bestandslocaties.